# Kolkî, Teofipol
Kolkî (în ucraineană Колки) este un sat în comuna Oliinîkî din raionul Teofipol, regiunea Hmelnîțkîi, Ucraina.

## Demografie
Componența lingvistică a localității Kolkî
     Ucraineană (99,5%)
     Alte limbi (0,5%)
Conform recensământului din 2001, majoritatea populației localității Kolkî era vorbitoare de ucraineană (99,5%), existând în minoritate și vorbitori de alte limbi.